# Bruno Gómez
Bruno Gómez (Barcelona, 22 de diciembre de 1983). Periodista deportivo y analista especializado en fútbol. Licenciado en Comunicación Social egresado de la Universidad Santa María en Caracas, Venezuela.
Desde el año 2004 estuvo en varios proyectos radiales deportivos, pero en el 2007 se inició como parte del staff de narradores y comentaristas del circuito radial más importante de Venezuela: Deportes Unión Radio, donde ha sido enviado especial a varios eventos de relevancia como las eliminatorias sudamericanas de fútbol, Copas Libertadores de América y el mundial juvenil Egipto 2009. También es comentarista del Circuito del Caracas FC y tiene un espacio llamado 11 Titular, donde comparte junto al también periodista, Walter Reinaldo Roque y Humberto Turinese.
Desde el 2010  integra el grupo de comentaristas deportivos de la cadena televisiva DIRECTV SPORTS, en toda LATINOAMÉRICA.
- Datos: Q5734529